# Révolte crétoise de 1841
La révolte crétoise de 1841 est l'un des nombreux soulèvements qui secouent la Crète pendant le XIXe siècle et qui visent à libérer l'île de la domination ottomane. Elle est liée au retour, sur la scène internationale, de la question d'Orient, à partir de juin 1839. 
Après la défaite des forces du sultan Mahmoud II face à celles du khédive d'Égypte Méhémet Ali en Syrie, le 24 juin 1839, les chancelleries européennes s'immiscent dans les affaires du Proche-Orient afin de maintenir l'existence de l'Empire ottoman. Le traité de Londres du 15 juillet 1840 transfère ainsi la souveraineté de la Crète de l'Égypte à la Sublime Porte, sans que les protestations du royaume de Grèce ne soient entendues.
Dans ce contexte déjà tendu, la population chrétienne de Crète se soulève pour obtenir l'énosis. Cependant, la révolte, qui dure de février à avril 1841, est un échec et l'île reste sous domination ottomane jusqu'à la fin du XIXe siècle.